# Joost van Steenis
Joost van Steenis (Leiden, 30 mei 1938) is een Nederlandse actievoerder, publicist en theoreticus van de autonome beweging, “Neêrlands laatste beroepsrevolutionair”. Hij was niet alleen zeer actief in de kraak- en autonomenscene, maar heeft ook gepoogd om deze bewegingen van een funderende theorie te voorzien. Van Steenis was vooral bezig in Den Haag, Nijmegen en Amsterdam.  

## Biografie
Hij bezocht de HBS en behaalde het kandidaatsexamen wis-en natuurkunde in zijn geboortestad. Later werkte hij, met onderbrekingen, als leraar en/of statisticus. Als actief lid van de  studentenbeweging (aanvankelijk Socialistische Jeugd, maar weldra de Rode Jeugd) en ook gewoon als reiziger bestudeerde hij de tegenstellingen, met name die in de Derde Wereld. Deze ervaringen waren voor hem verhelderend en beslissend: de situatie van de massa's in de Derde Wereld vergeleken met die in het democratisch-kapitalistische westen was weliswaar schrijnender, maar in wezen niet verschillend. Hij werd maoïst en bezocht met Henk Wubben in 1972 de VR China als officieel gedelegeerde.  
Na de periode van "de Grote Verhalen", werd hij in de jaren zeventig actief in de Rode Hulp, het Rood Verzetsfront, het Verbond tegen Ambtelijke Willekeur (VAW, zie ook Dirk de Vroome), de Landelijke Bond van Bijstandstrekkers (LBB), actiekrant Afval.   
Joost van Steenis is ook bekend als schaker. 

## Uitspraak
- De eis, dat niemand meer dan € 200.000 jaarlijks mag uitgeven, is geen Utopie.

## Publicaties
- De macht van het familie-kapitaal. Amsterdam, Stichting Macht en Elite, 1980
- De macht van de autonome mens. Amsterdam, Stichting Macht en Elite, 1982
- Brieven van een autonoom. Amsterdam, Stichting Macht en Elite, 1983
- Over geweld en democratie: is er niets beters dan een democratie? Amsterdam, Stichting Macht en Elite, 1990
- From Chaos to Change. Entering a New Era. Internet, 2009, in samenwerking met Dr Leo Rebello.

Van Steenis komt voor in 
- Paul Moussault & Jan Lust, Rood Verzetsfront: Aanzetten tot stadsguerrilla in Nederland. Breda, 2009
- Antoine Verbij, Tien rode jaren: links radicalisme in Nederland, 1970–1980. Amsterdam, 2005
- Frank Schoenmaeckers, Operatie Homerus: spioneren voor de BVD. Breda, 1998